# Branka Pupovac
Branka Pupovac (* 3. März 1972 in Wollongong) ist eine ehemalige australische Rollstuhltennisspielerin.

## Karriere
Branka Pupovac studierte an der University of Wollongong und schloss im Jahr 2000 ihr Studium mit einem Bachelor of Commerce ab.
Sie begann im Alter von 23 Jahren mit dem Rollstuhltennis und startete in der Klasse der Paraplegiker.
Pupovac nahm 2000 an den Paralympischen Spielen in Sydney teil. Im Einzel erreichte sie das Achtelfinale, in dem sie Esther Vergeer in zwei Sätzen unterlag. In der Doppelkonkurrenz zog sie mit Partnerin Daniela Di Toro ins Endspiel gegen Vergeer und Maaike Smit ein. Mit 6:7 und 2:6 unterlagen sie diesen und gewannen somit die Silbermedaille.
In der Weltrangliste erreichte sie ihre besten Platzierungen mit Rang zwölf im Einzel am 2. Oktober 2000 sowie mit Rang neun im Doppel am 17. August 1999. Nach ihrer letzten komplett bestrittenen Saison im Jahr 2001 trat sie noch vereinzelt zu Turnieren an, letztmals im Jahr 2008. Offiziell trat sie 2004 zurück.